# Здание бийской окружной больницы

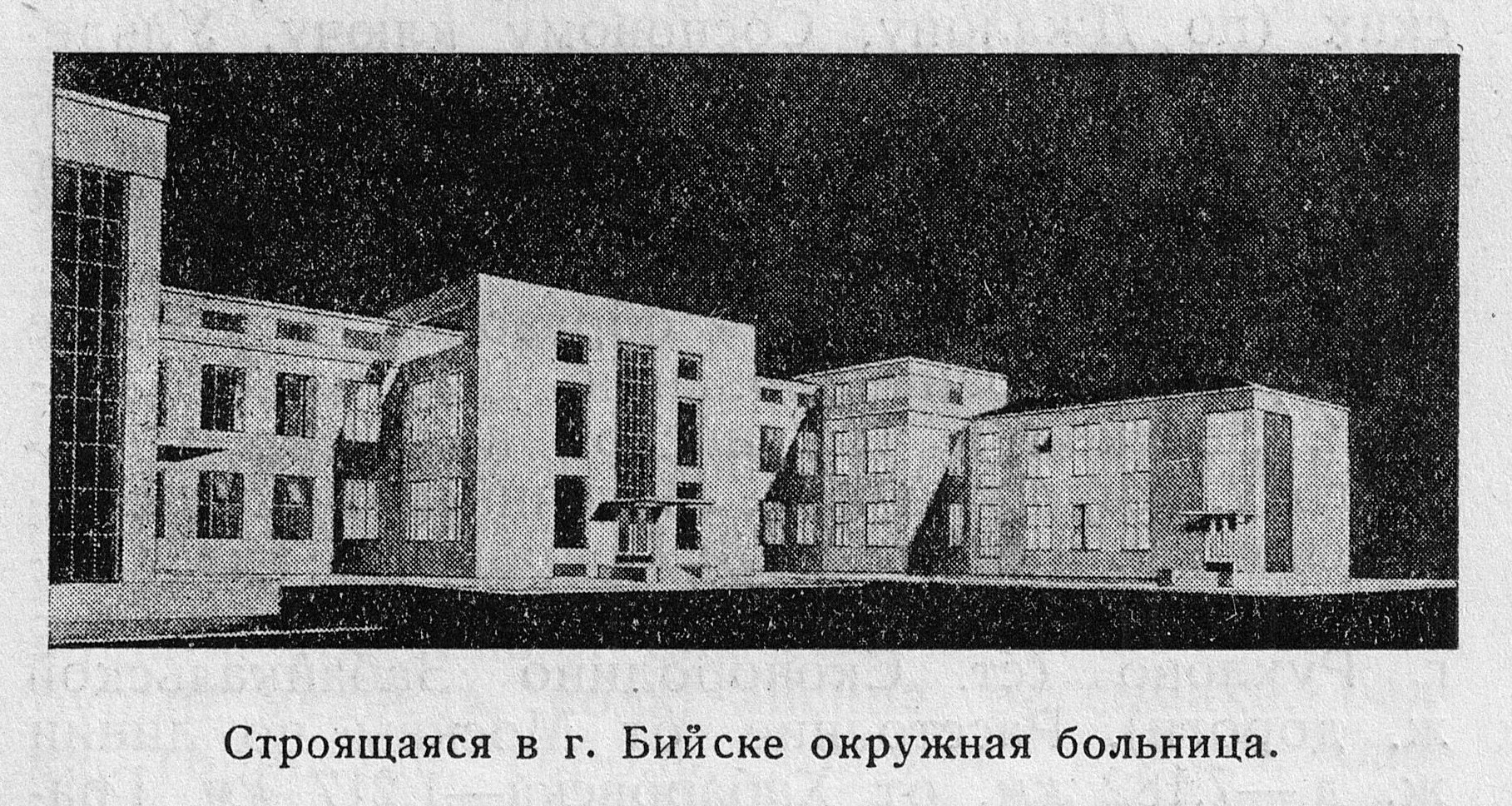
Проект. Вид на северный фасад.

Здание Бийской окружной больницы — архитектурный объект в Заречной части города Бийска в Алтайском крае России. Автор проекта: инженер Иван Александрович Бурлаков. Расчёт железобетонных конструкций: Сергей Александрович Полыгалин. Проект: 1928 год. Постройка: 1929–1931 годы. Редкий для города пример довоенного модернизма.

## Проект
В 1926 году был утверждён план перепланировки города на 25 лет. Согласно плану «Город разбивается на жилищную и торгово-промышленную зоны. Табачная фабрика, кишечный и мыловаренный заводы подлежат переброске к Холодильнику, больницы должны быть в Заречье».
«Окрздрав приступает с весны 1928 года к постройке новой больницы в заречье в лесистой местности на 100 коек с отделениями хирургическим, геникологическим, терапевтическим. 145 коек распределяются следующим образом: 40 заразных, 25 родильных, 25 хирургических, 10 детских, 5 глазных, 40 теравп.» — Справочник по городу Бийску и Бийскому округу.
Проект здания был одновременно заказан двум выпускникам Томского технологического института И. А. Бурлакову и И. В. Киренскому. Инженер Бурлаков к 1928 году успел спроектировать ряд крупных общественных и жилых зданий в центре Новосибирска.
Здание составлено из блоков-отделений: хирургическое, терапевтическое и гинекологическое, рентген, аптека, лаборатория и палаты. Три основные входа на северной стороне — ведут из палисадника на лестницы, в отделения. Каждый вход оформлен крыльцом с консольным навесом-зонтом. Отдельный вход в помещения рентгена (западное крыло). На каждом этаже столовая и буфет, несколько туалетов и комнаты ожидания. Помещения соединены освещёнными коридорами. Операционная на втором этаже сделана выше остальных комнат, с широким (6 метров) окном. В подвале угольная котельная. В надстройке третьего этажа вентиляционные установки. Над центральным входом открытые террасы дневного пребывания.
Расчёты железобетонных конструкций — несколько тетрадей машинописного текста со схемами — выполнил инженер Сергей Полыгалин. Проектом предусмотрен фундамент из бутового камня, несущие стены из кирпича и ребристые железобетонные перекрытия «с деревянной подшивкой по низу».
На плане квартала изображен целый медицинский комплекс: лечебные, вспомогательные, жилые — всего 23 сооружения. Группа лечебных учреждений ориентированы строго по сторонам света. Жилые постройки привязаны к существующей сетке улиц. На территории есть площадка для игр и наблюдательная вышка.

#### Чертежи

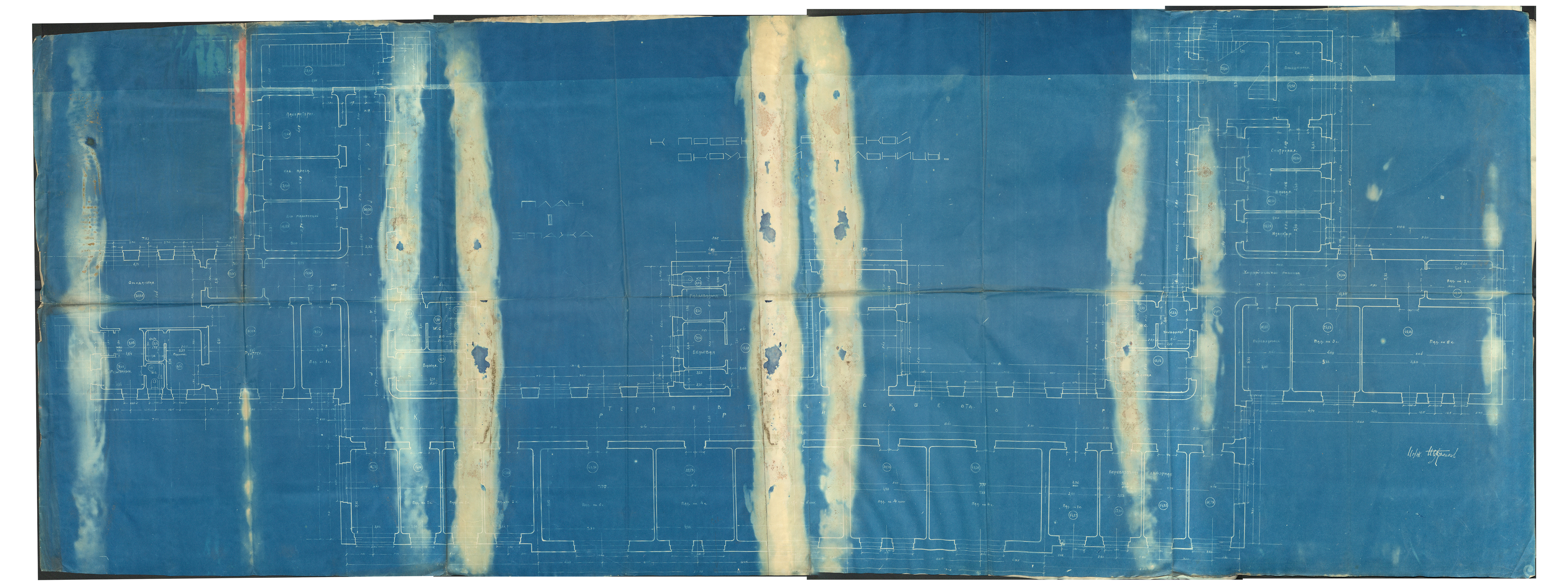
План 1-го этажа
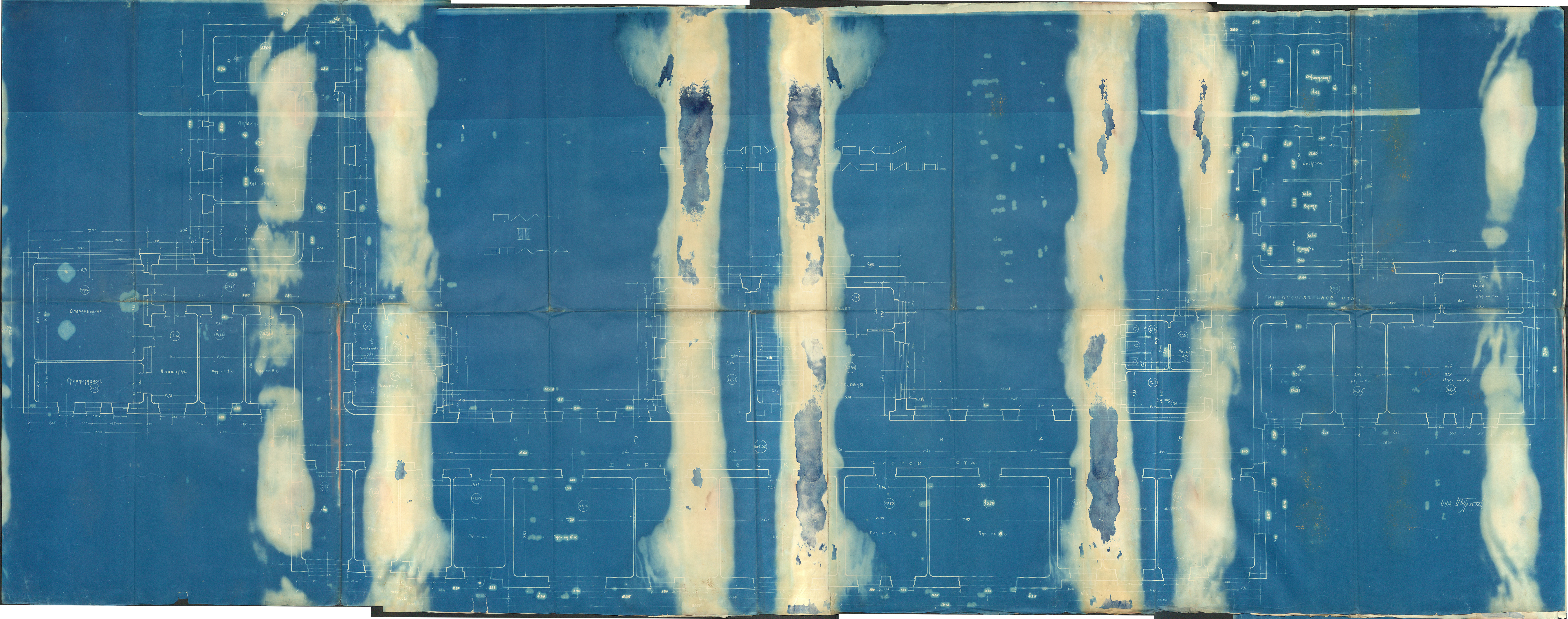
План 2-го этажа
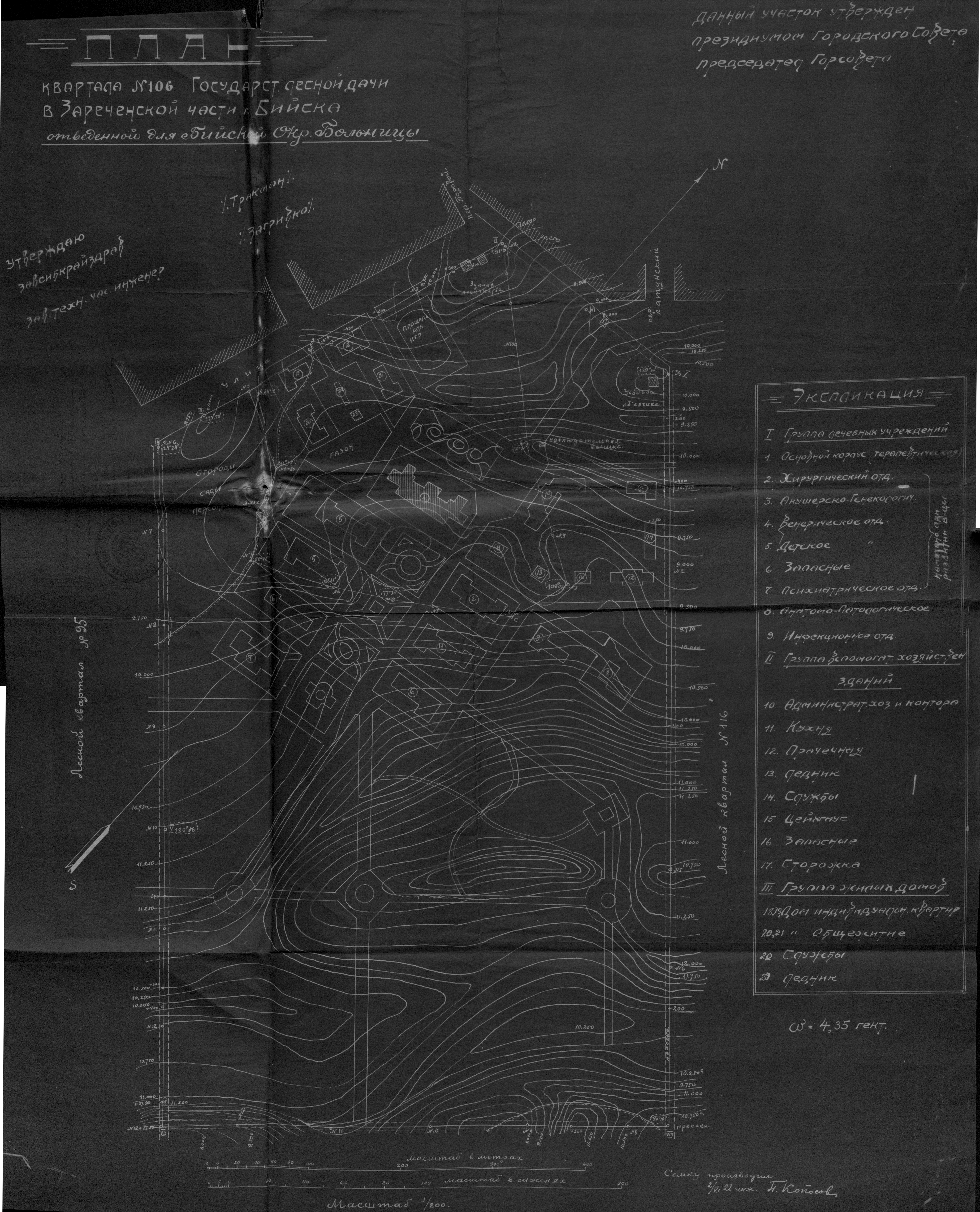
План квартала
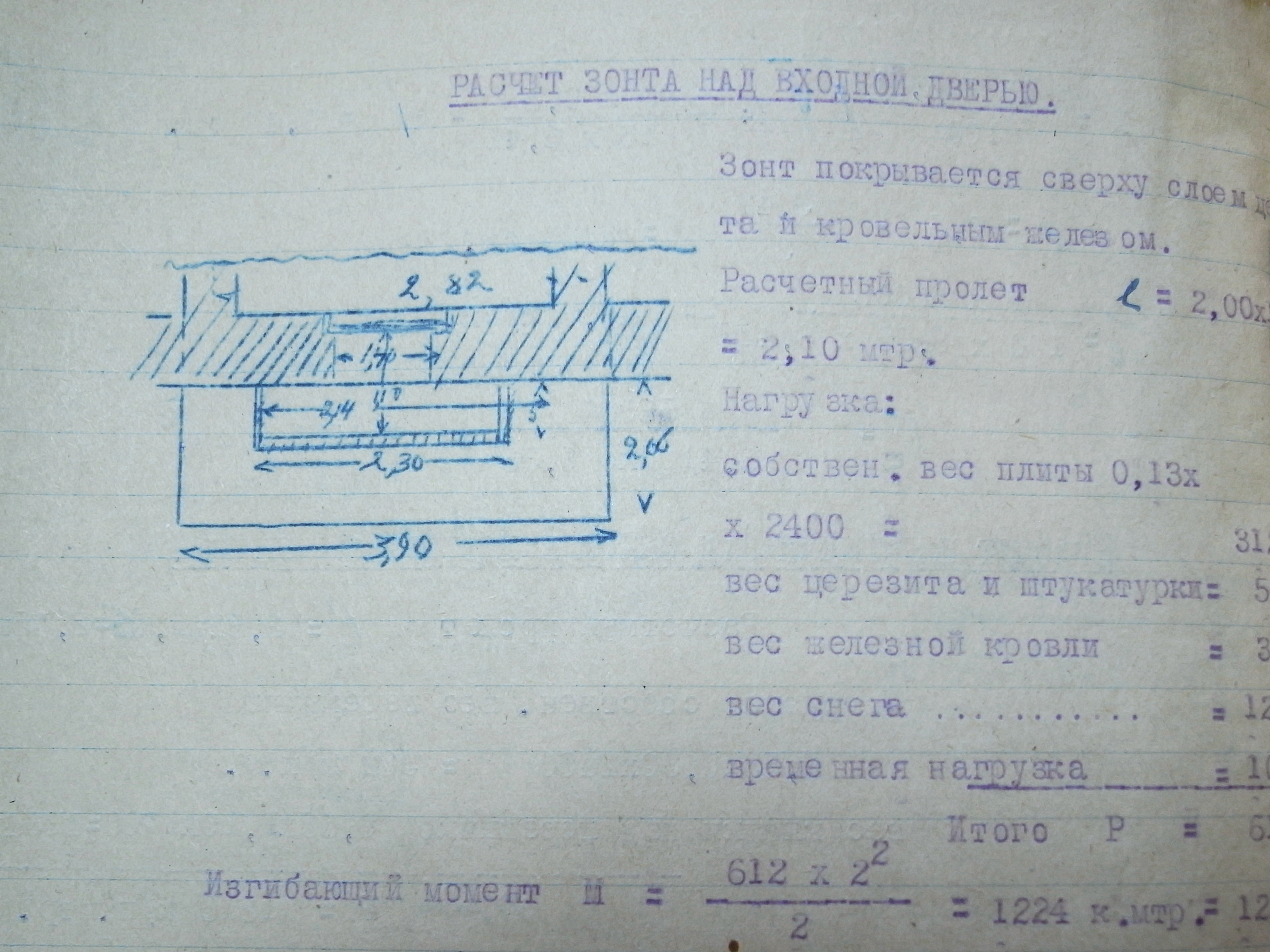
Расчет зонта над входной дверью

## Постройка

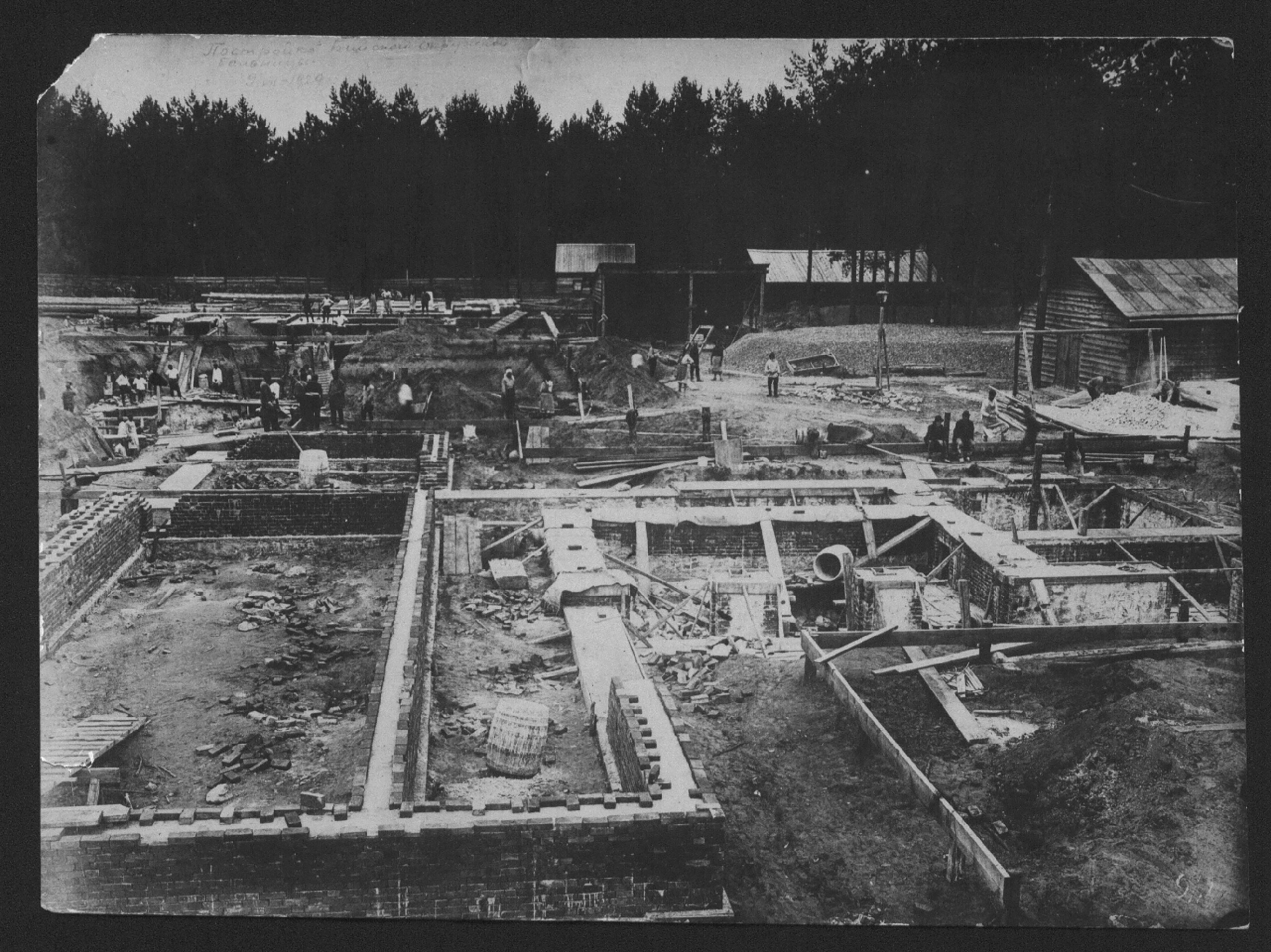
Закладка фундамента. 9 июля 1929.

Технический проект (планы и разрезы) передан в Бийск к концу 1928 года. Летом 1929 года начинается строительство.

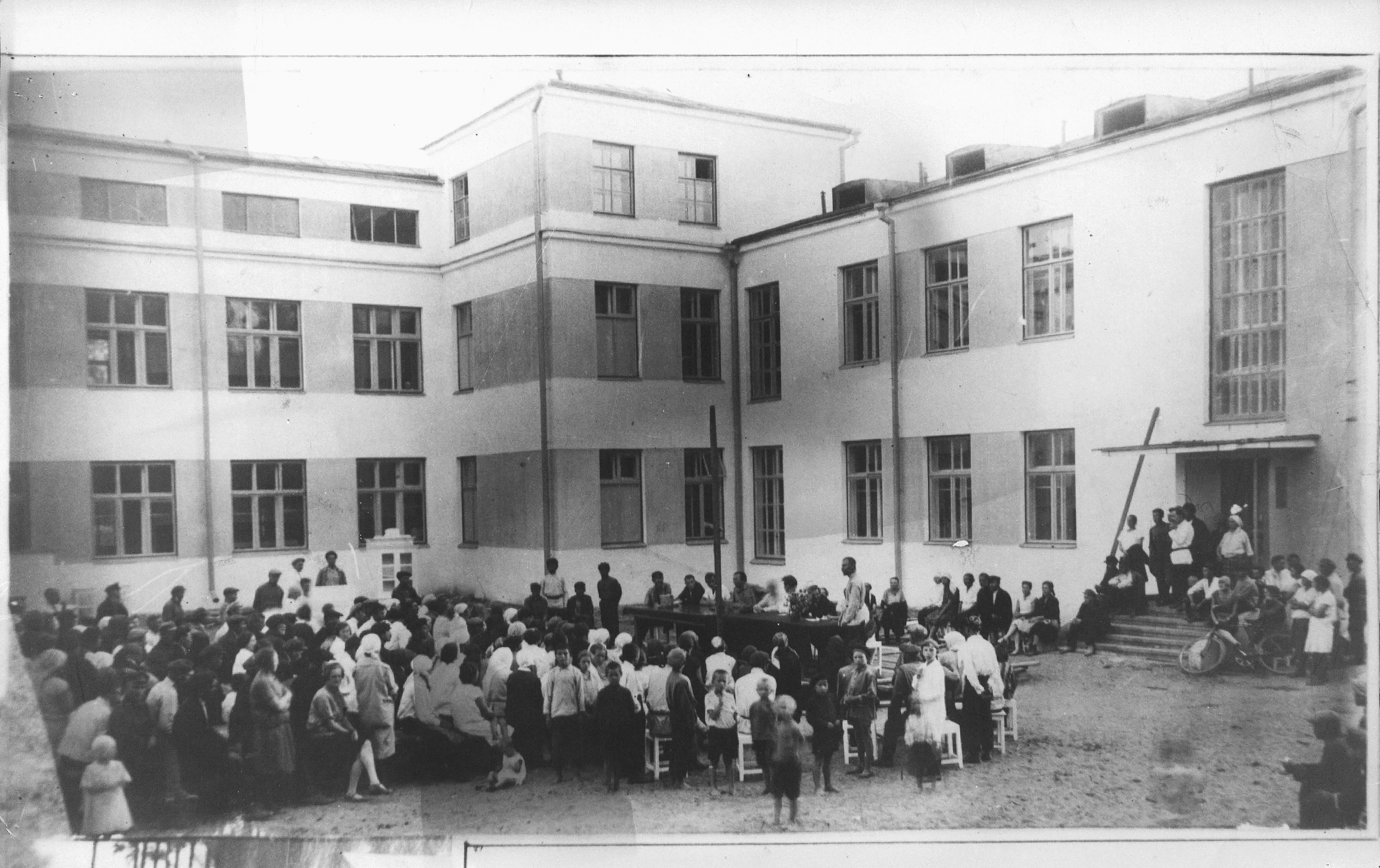
Торжественное открытие. 21 августа 1931.

«в Бийске нет предыдущего опыта не только на такие специальные здания, как больница, но и вообще на относительно крупные каменные постройки» — из пояснительной записки техника Зубрицкого к предварительной смете.
Из пояснительных записок и замечаний можно узнать о некоторых деталях проекта и вносимых изменениях. Так из записки техника Зубрицкого следует что строительство в Бийске дороже чем в Новосибирске. Поэтому каменный фундамент заменён кирпичным, паркетные полы — «обыкновенными деревянными», а террасы оказались не включены в стоимость работ. Из замечаний техника Клименко следует что по проекту на южной стороне здания были балконы, на главном входе пара узких окон от которых решено было отказаться. Записка ЗавСибкрайздравом Тракмана о замене части железобетонных перекрытий — деревянными «ни в коем случае не допуская древесины летней заготовки». Производителем работ назначен техник Медведев следует из сообщения Отдела местного хозяйства, отмечается что нужен «технический персонал с практическим стажем».
Газета «Звезда Алтая» ведёт специальную рубрику о ходе строительства и жизни рабочего коллектива. На стройке организован актив, кружок рабкоров, а также институт делегатов. В июле 1929 года организована трёхдневная экскурсия рабочих на стеклозавод: «Стекольщики нас встретили хорошо. Ознакомили с производством».
Список упоминаемых газетой рабочих: каменщик Жданов, техники Тютчев, ударник Ф. Носарев, каменщик Александров, рабочий Илья Ракин, рабочий Ермаков, подносчик Мельников, подносчица Аншакова, каменщик В. Казаков, бывший счетовод Николай Бархатов, начальник строительства Клименко.
13 апреля 1931 газета сообщает, что ведётся внутренняя отделка здания.
21 августа 1931 года торжественным заседанием президиума Горсовета состоялось открытие больницы.

## Функционирование

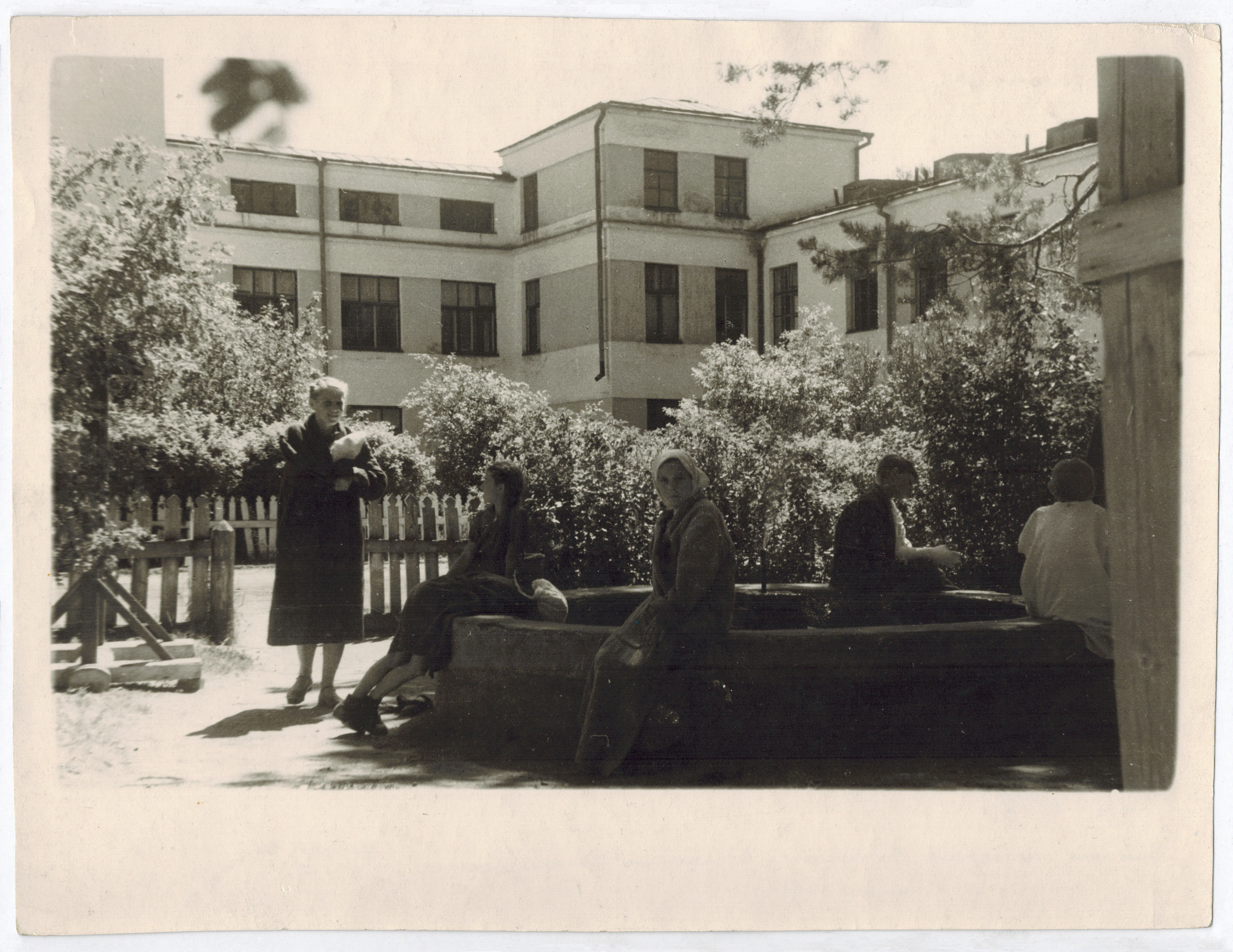
Фонтан перед входом. Июнь 1951.

Спустя полгода после открытия больницы уездная газета «Звезда Алтая» отмечает улучшения в медицинском обслуживании города — повышена пропускная способность, резко снижено число отказов больным в койках. Также сообщается о ряде проблем — нехватка персонала, посуды, инструментов.
Позднее с восточной стороны к зданию пристроен двухэтажный блок. Входы оформлены тамбурами. Изменен силуэт кровли. Над витражом центрального входа установлена табличка «Чаша Гигеи».

Сейчас здание не используется. Входы закрыты. По периметру установлены камеры видеонаблюдения.

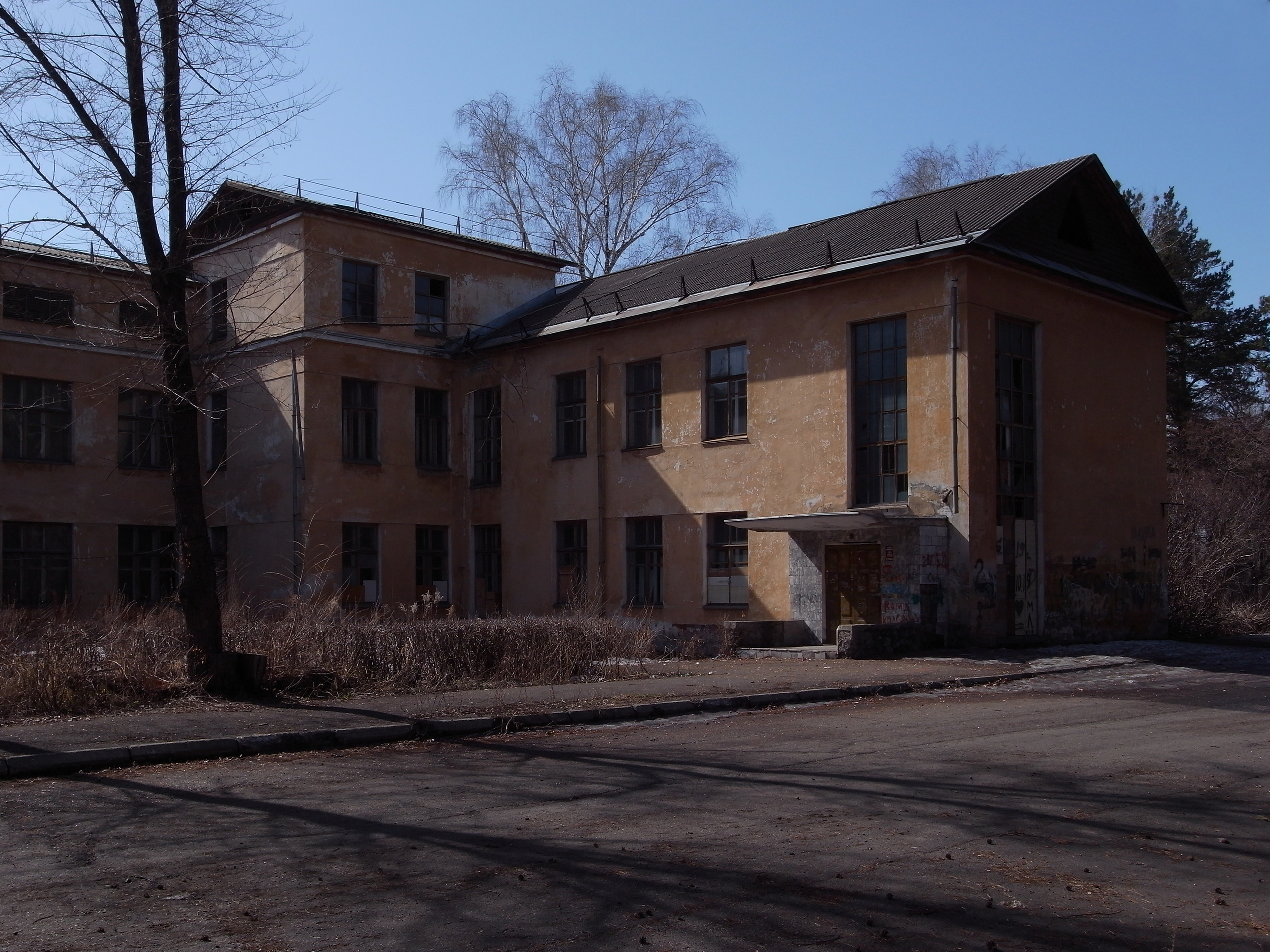
Западный блок. Апрель 2022.
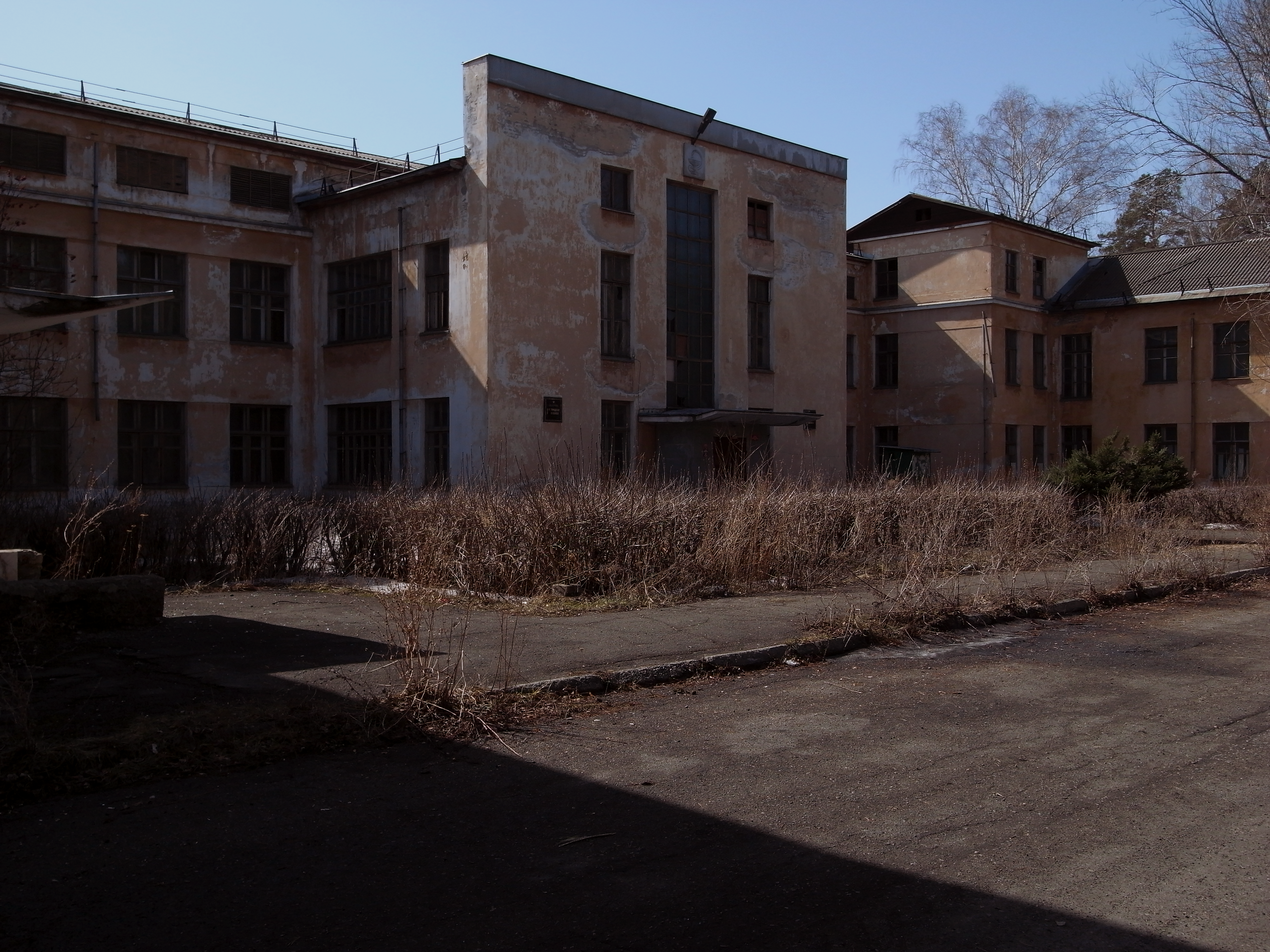
Центральный вход. Апрель 2022.
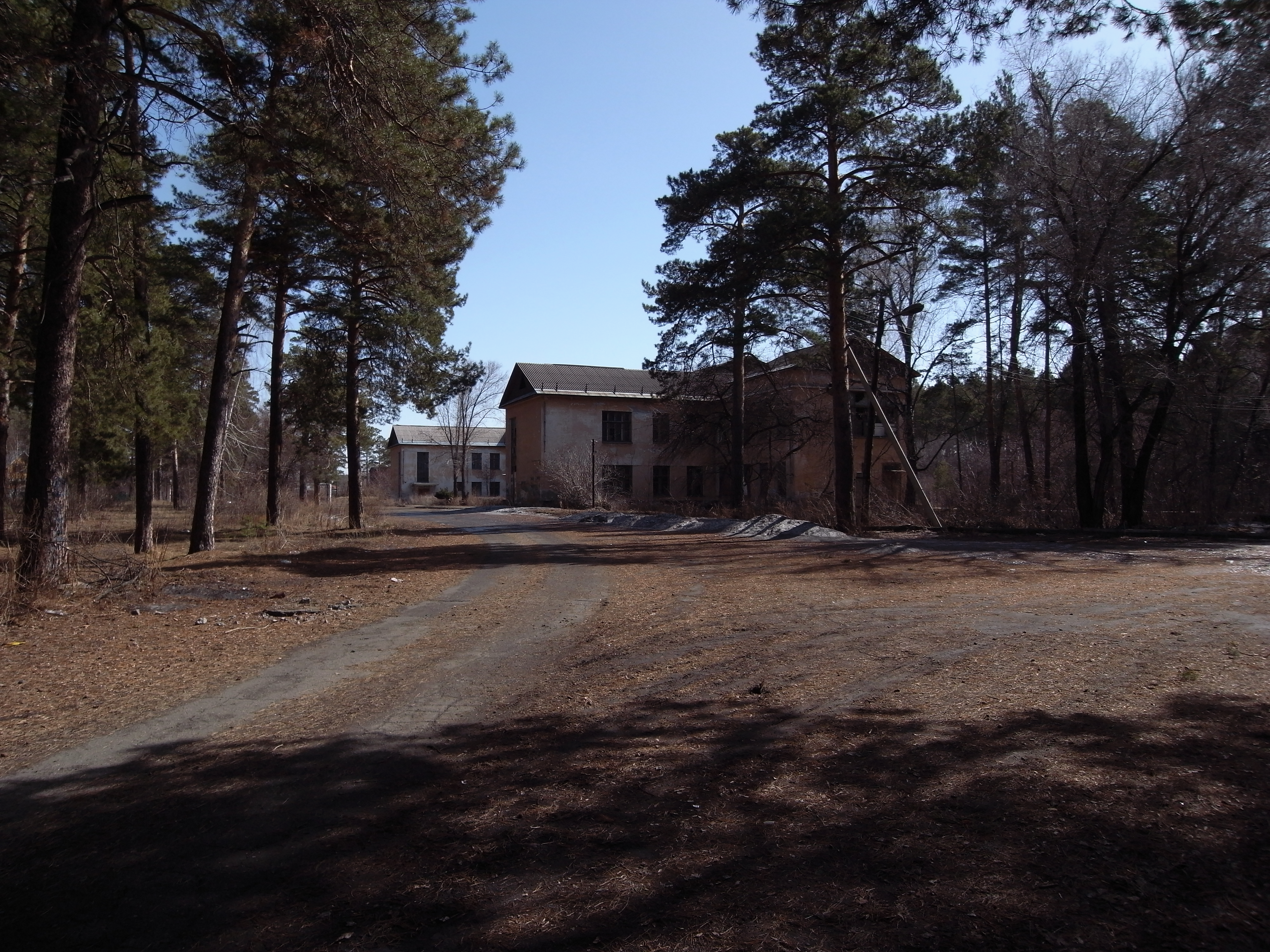
Вид с западной стороны. Апрель 2022.